# Talduwe Somarama
Talduwe Somarama (27 augustus 1915 – 7 juli 1962) was een Sri Lankaanse boeddhistische monnik die op 26 september 1959 de voorzitter van de Sri Lankaanse Vrijheidspartij, Solomon Bandaranaike, doodschoot.
Somarama was lid van de priesterkaste op Sri Lanka die niet blij was met de welwillendheid die Bandaranaike voor de hindoeïstische, christelijke en islamitische minderheid had. Ze hitsten Somarama op om de moord te plegen. In de jaren 50 waren de veiligheidsbeambten nog naïef en controleerden zij priesters niet op wapenbezit. Een echte boeddhist mocht bovendien niemand kwaad doen. De moord door een boeddhistische monnik kwam dan ook als een schok over. Niet alleen vanwege de moord, maar ook dat uitgerekend een priester zoiets deed. De integriteit van de priesterkaste kwam hierdoor in het geding. Somarama werd gearresteerd en uiteindelijk ter dood veroordeeld.
Vlak voor zijn dood bekeerde Somarama zich tot het christendom. Naar eigen zeggen omdat het christendom vergeving kent, wat in het boeddhisme onbekend is. Maar volgens anderen wilde hij niet als boeddhist en moordenaar opgehangen worden.